# James Foley
James Foley (Brooklyn, Nova Iorque, 28 de dezembro de 1953 – Los Angeles, Califórnia,  6 de maio de 2025) foi um diretor de cinema estadunidense. Seu filme de 1986, At Close Range, foi inscrito no 36º Festival Internacional de Cinema de Berlim. Outros filmes que dirigiu incluem Glengarry Glen Ross, baseado na peça homônima de David Mamet, e The Chamber, baseado no romance homônimo do autor John Grisham. Ele também dirigiu as duas sequências de Fifty Shades of Grey: Fifty Shades Darker (2017) e Fifty Shades Freed (2018).

## Filmografia

### Filmes
| Ano  | Título               | Notas             |
| ---- | -------------------- | ----------------- |
| 1984 | Reckless             |                   |
| 1986 | At Close Range       |                   |
| 1987 | Who's That Girl      |                   |
| 1990 | After Dark, My Sweet | Também roteirista |
| 1992 | Glengarry Glen Ross  |                   |
| 1995 | Two Bits             |                   |
| 1996 | The Chamber          |                   |
| 1996 | Fear                 |                   |
| 1999 | The Corruptor        |                   |
| 2003 | Confidence           |                   |
| 2007 | Perfect Stranger     |                   |
| 2017 | Fifty Shades Darker  |                   |
| 2018 | Fifty Shades Freed   |                   |

### Televisão
| Ano       | Título         | Notas                                    |
| --------- | -------------- | ---------------------------------------- |
| 1991      | Twin Peaks     | 1 episódio: "Wounds and Scars"           |
| 1997      | Gun            | 1 episódio: "The Shot"                   |
| 2013      | Hannibal       | 1 episódio: "Sorbet"                     |
| 2013–2015 | House of Cards | 12 episódios                             |
| 2015      | Wayward Pines  | 1 episódio: "The Truth"                  |
| 2016      | Billions       | 2 episódios: "Short Squeeze", "The Deal" |